# Jungbullenfall
Der Jungbullenfall ist ein häufig besprochenes Fallbeispiel der deutschen Rechtswissenschaft und basiert auf einem Urteil des Bundesgerichtshofs (BGH) vom 11. Januar 1971 mit dem Aktenzeichen VIII ZR 261/69. Veröffentlicht ist der Fall in der Entscheidungssammlung des BGH unter der Fundstelle BGHZ 55, 176.
Das Urteil stellte klar: Wer das Eigentum an einer Sache erst durch Verarbeitung erwirbt (§ 950 BGB), ist gegen die Eingriffskondiktion des alten Eigentümers nicht deshalb geschützt, weil er den Besitz durch eine (entgoltene) Leistung des Diebes erhalten hatte. Dogmatisch treffen dabei die Regeln des gutgläubigen Erwerbs vom Nichtberechtigten (§ 932-§ 935 BGB) auf bereicherungsrechtliche Ansprüche (§ 812-§ 822 BGB).

## Sachverhalt
Ein Dieb stahl dem klagenden Landwirt zwei Jungbullen und verkaufte sie für 1.701 DM an einen Wurstfabrikanten, der davon ausging, dass der Dieb Eigentümer der Tiere war. Der Wurstfabrikant verwertete die Tiere in seiner Fleischwarenfabrik. Die Vorinstanzen verurteilten den Wurstfabrikanten antragsgemäß, an den Landwirt 1.701 DM Wertersatz zu zahlen. Mit der zugelassenen Revision beim BGH erstrebte der Wurstfabrikant Klageabweisung. Der Landwirt beantragte, die Revision zurückzuweisen.

## Zusammenfassung des Urteils
Der amtliche Leitsatz des Urteils lautet: „Wer eine gestohlene Sache gutgläubig kauft und sie so verarbeitet, daß er gemäß § 950 BGB Eigentümer der neuen Sache wird, schuldet dem Eigentümer der gestohlenen Sache eine Vergütung in Geld gemäß § 951 Abs. 1 Satz 1, ohne den an den Dieb gezahlten Kaufpreis anrechnen zu dürfen.“

### Ansprüche gegen den Dieb
Nicht eingeklagt, aber dem Grunde nach gegeben, waren Schadensersatzansprüche des Landwirts und des Fabrikanten gegen den Dieb. Der Landwirt konnte diesen aus Eigentümer-Besitzer-Verhältnis (§ 989, § 990 Abs. 1 S. 1 BGB), Deliktsrecht (§ 992, § 823) und angemaßter Eigengeschäftsführung (§ 687 Abs. 2 S. 1, § 678 BGB) in Anspruch nehmen. Der Fabrikant hatte einen Schadensersatzanspruch aus Vertrag sowie aus Delikt.
In der Praxis sind solche Ansprüche aber nicht selten wertlos, weil der Dieb entweder nicht auffindbar ist oder mangels Vermögens die Schadensersatzansprüche nicht erfüllen kann. Im Jungbullenfall kam es deshalb darauf an, welcher der beiden übrigen Beteiligten den Schaden zu tragen hatte, wer also das Insolvenzrisiko des Diebes tragen musste.

### Ansprüche gegen den Fabrikanten
Zunächst stellte der BGH fest, dass der Fabrikant durch den Erwerb der Tiere nicht deren Eigentümer werden konnte. Ein Erwerb nach § 929 S. 1 BGB schied aus, da der Dieb nicht zur Verfügung berechtigt war. Ein gutgläubiger Erwerb nach § 929 S. 1, § 932 Abs. 1 S. 1 BGB war ebenfalls nicht möglich, da die Tiere gestohlen worden waren. An gestohlenen Sachen kann gemäß § 935 Abs. 1 S. 1 BGB kein Eigentum gutgläubig erworben werden, selbst wenn der Erwerber nichts vom Diebstahl weiß. Dies beruht darauf, dass das Gesetz das Interesse des Rechtsverkehrs dem Schutzbedürfnis des Eigentümers ausnahmsweise unterordnet, wenn dieser seinen unmittelbaren Besitz an der Sache unfreiwillig verliert.

#### Sperrwirkung des § 993 Abs. 1 BGB
Im Anschluss prüfte das Gericht einen Wertersatzanspruch aus § 951 Abs. 1 S. 1 BGB in Verbindung mit § 812 Abs. 1 S. 1 Alt. 2 BGB. Ein solcher Anspruch setzt zunächst voraus, dass diese Vorschriften anwendbar sind. Da der Landwirt Eigentümer und der Fabrikant Besitzer ohne Besitzrecht war, bestand zwischen beiden ein Eigentümer-Besitzer-Verhältnis. Dieses beschränkt mit § 993 Abs. 1 BGB die Haftung des redlichen Besitzers, indem er ihn nur nach Maßgabe der § 987 – § 1003 BGB auf Schadensersatz und Nutzungsherausgabe haften lässt. Der BGH stellte fest, dass die Sperrwirkung des § 993 BGB der Haftung des Fabrikanten nach § 951 BGB nicht entgegenstand, da diese Vorschrift keinen Schadensersatzanspruch darstellt, sondern einen Bereicherungsanspruch. Bereicherungsansprüche werden durch § 993 BGB nicht gesperrt. Damit war § 951 BGB anwendbar.

#### Rechtsverlust nach § 946 - § 950 BGB
Ein Anspruch aus § 951 BGB setzt voraus, dass der Anspruchssteller einen Rechtsverlust nach § 946 – § 950 BGB erlitten hat. Der Fabrikant wurde gemäß § 950 Abs. 1 S. 1 BGB Eigentümer der Fleischwaren, indem er das Fleisch der Tiere nach deren Schlachtung in seinem Betrieb verarbeiten ließ. Denn hierdurch stellte er aus den Tieren eine neue bewegliche Sache her.
§ 950 BGB bezweckt eine eindeutige Zuordnung des Eigentums an der neu hergestellten Sache. Den Konflikt zwischen Rohstoffeigentümer und Hersteller löst die Vorschrift zunächst zugunsten des letzteren: Wegen seines Arbeits- und Kapitaleinsatzes wird der Hersteller kraft Gesetzes Eigentümer der neuen Sache.
Durch die Verarbeitung der Jungbullen gingen diese unter. Daher verlor der Landwirt sein Eigentum an diesen.

#### Rechtsgrundverweis ins Bereicherungsrecht
Infolgedessen kann der Landwirt gemäß § 951 Abs. 1 S. 1 BGB Vergütung in Geld nach den Vorschriften über die Herausgabe einer ungerechtfertigten Bereicherung verlangen. Der Fabrikant bleibt also Eigentümer der Fleischprodukte. Beim Verweis auf das Bereicherungsrecht handelt es sich nach Auffassung des BGH und der herrschenden Lehre um eine Rechtsgrundverweisung. Ein Anspruch aus § 951 Abs. 1 S. 1 BGB setzt also voraus, dass alle Tatbestandsvoraussetzungen des § 812 Abs. 1 S. 1 BGB erfüllt sind.
Ob § 951 lediglich auf die Eingriffskondiktion verweist oder ob er auch die Leistungskondiktion erfasst, ist in der Rechtswissenschaft strittig, im Fall des BGH jedoch nicht entscheidend, da eine Leistung des Landwirts an den Fabrikanten nicht vorlag. Daher prüfte der BGH, ob die Tatbestandsmerkmale der Eingriffskondiktion aus § 812 Abs. 1 Satz 1 Alt. 2 BGB vorliegen. Dazu musste der Fabrikant etwas in sonstiger Weise auf Kosten des Landwirts ohne Rechtsgrund erlangt haben.

##### Etwas in sonstiger Weise auf Kosten des Landwirts erlangt
Der Fabrikant erlangte Eigentum an den Fleischwaren. Dieser Erwerb geschah in sonstiger Weise, wenn er nicht durch Leistung erfolgte.
Bestehen innerhalb eines Mehrpersonenverhältnisses Leistungsbeziehungen, muss die bereicherungsrechtliche Rückabwicklung der Leistungen wegen des Vorrangs der Leistungskondiktion innerhalb dieser Beziehungen erfolgen. Hierdurch soll gewährleistet werden, dass Verträge nur mit dem jeweiligen Vertragspartner abgewickelt werden; Bereicherungsansprüche unbekannter Dritter soll man nicht befürchten müssen.
Zwar begründete der Kaufvertrag zwischen Dieb und Fabrikant eine Leistungsbeziehung, allerdings erlangte letzterer hierdurch lediglich den Besitz an den Jungbullen; der Dieb konnte dem Fabrikanten wegen § 935 Abs. 1 BGB kein Eigentum verschaffen. Somit erlangte der Fabrikant das Eigentum nicht durch Leistung des Diebs, vielmehr verschaffte er es sich selbst durch Verarbeitung. Somit war der Anspruch des Landwirts gegen den Fabrikanten nicht durch eine Leistungsbeziehung gesperrt. Der Fabrikant erlangte also das Eigentum an den Fleischwaren in sonstiger Weise.
Dies erfolgte auf Kosten des Landwirts, der infolge der Verarbeitung sein Eigentum an den Tieren verlor.

##### Rechtsgrundlosigkeit
Der Bereicherungsanspruch setzt weiterhin voraus, dass der Fabrikant das Eigentum am Fleisch im Verhältnis zum Landwirt ohne rechtlichen Grund erlangt hat.
Kein Rechtsgrund ergab sich aus § 950 BGB: Diese Vorschrift will lediglich die Eigentumslage regeln, nicht aber entscheiden, wer den endgültigen wirtschaftlichen Vorteil der Verarbeitung tragen soll. Wäre er Rechtsgrund, führte der Verweis des § 951 BGB ins Bereicherungsrecht zudem dazu, dass der Tatbestand des § 951 BGB nicht erfüllbar wäre. Auch der Vertrag zwischen Fabrikant und Dieb stellt gegenüber dem Landwirt keinen Rechtsgrund für den Eigentumserwerb dar, da er wegen der Relativität der Schuldverhältnisse lediglich zwischen Dieb und Fabrikant Wirkung entfaltet.
Diese Ergebnisse sicherte der Bundesgerichtshof durch einen wertenden Vergleich ab: Die Gutglaubensregeln der §§ 932 ff. BGB regeln den Interessenkonflikt, der entsteht, wenn ein Nichtberechtigter im eigenen Namen eine fremde Sache an einen gutgläubigen Dritten veräußert, und zwar zugunsten des Dritten für den Fall, dass die Sache dem Eigentümer nicht abhandengekommen ist. In diesem Fall wird der Dritte gemäß §§ 932 ff. BGB Eigentümer und darf das Eigentum behalten, ohne dem früheren Eigentümer ausgleichungspflichtig zu sein. Hier ist die Sache dem Landwirt jedoch durch Diebstahl abhandengekommen. In diesem Fall löst das Gesetz den Interessenkonflikt zugunsten des Eigentümers, der sein Eigentum nicht verliert. Der Vertrag mit dem Dieb rechtfertigt hier also nicht den Eigentumsverlust des Landwirts – während sich der Landwirt den Dieb nicht aussuchen konnte, kann sich der Fabrikant für seine Vertragspartner frei entscheiden. An dieser gesetzlichen Wertung ändert sich nichts, nur weil durch Verarbeitung oder Vermischung nach § 946 bis § 948, § 950 BGB das Eigentum später dennoch auf den gutgläubigen Dritten, hier den Fabrikanten, übergeht. Der Eigentumserwerb des Dritten beruht nicht auf diesem Veräußerungsgeschäft, dem im Gegenteil § 935 BGB jede Rechtswirksamkeit abspricht, sondern allein auf den §§ 946 ff. BGB. Damit hat der Fabrikant das Eigentum ohne Rechtsgrund erlangt, so dass die Voraussetzungen des Bereicherungsanspruchs vorliegen.

#### Rechtsfolgen
Der Tatbestand der § 951, § 812 Abs. 1 Satz 1 Alt. 2 BGB war erfüllt. Daher konnte der Landwirt vom Fabrikanten Wertersatz für den Verlust seines Eigentums an den Tieren verlangen.
Der Fabrikant wandte dagegen ein, dass er in Höhe des an den Dieb gezahlten Kaufpreises gemäß § 818 Abs. 3 BGB entreichert sei und daher in dieser Höhe nicht in Anspruch genommen werden könne. Gemäß § 818 Abs. 3 BGB haftet der Anspruchsgegner nicht, soweit er nicht mehr bereichert ist. Hierdurch soll verhindert werden, dass der Anspruchsgegner infolge der Kondiktion finanziell schlechter steht, als er vor Eintritt der Bereicherung stand. Der BGH verwarf den Einwand der Entreicherung mit dem Argument, dass der Bereicherungsanspruch an die Stelle des Herausgabeanspruchs aus § 985 BGB getreten ist; § 951 Abs. 1 BGB ist also ein Rechtsfortwirkungsanspruch zu § 985 BGB. Seiner Herausgabepflicht aus § 985 BGB hätte der Fabrikant den Kaufpreis nicht entgegenhalten können. Daher sei dies auch bei § 951 BGB nicht möglich. Ähnlich entschied der BGH in früheren Urteilen über Bereicherungsansprüche bei unberechtigtem Verbrauch oder unberechtigter Veräußerung durch den Besitzer. Die Einrede der Entreicherung stand der Haftung des Fabrikanten damit nicht entgegen.